# Vermiculación

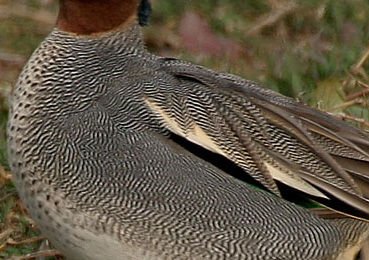
Detalle de una cerceta común que muestra la vermiculación en sus plumas.

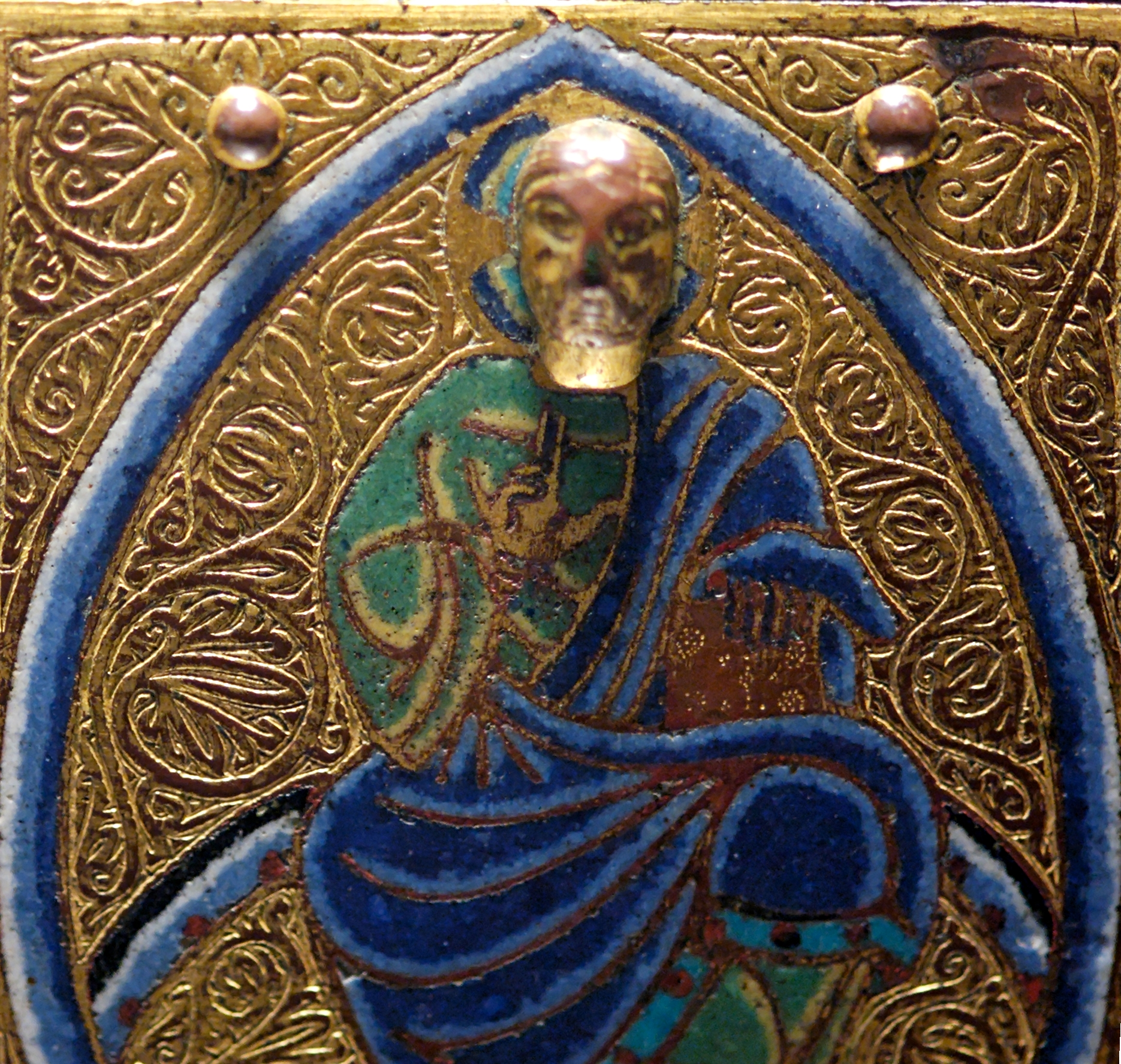
Detalle que muestra un fondo vermiculado en una arqueta relicario medieval.

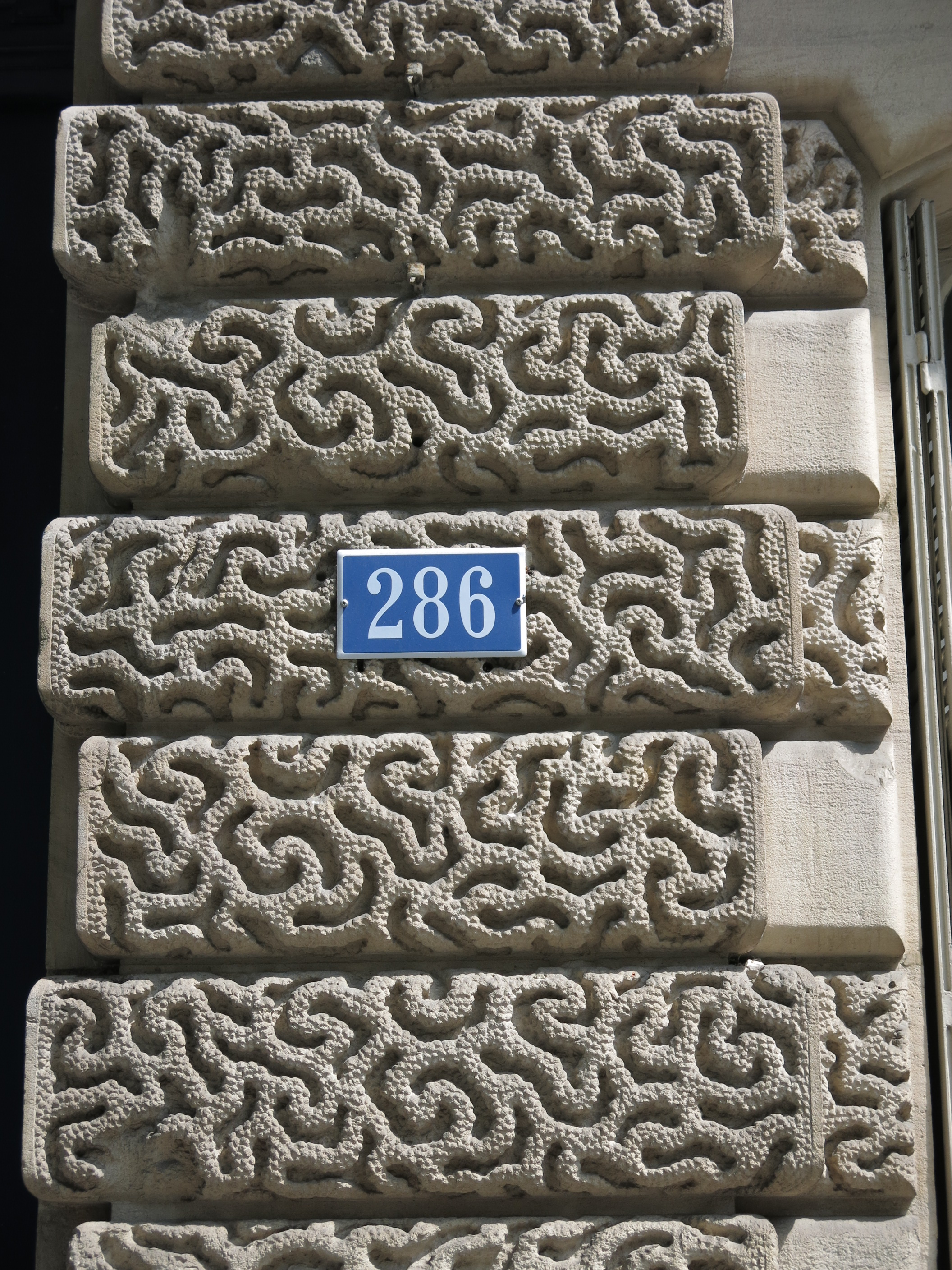
Vermiculado arquitectónico en el Boulevard Saint-Germain, 286 de París.

La vermiculación (del latín: vermiculus, "gusanillo") es un motivo o patrón superficial de líneas densas pero irregulares, al modo de asemejarse a pequeños gusanos o a los rastros que dejan los gusanos cuando se deslizan por barro o arena húmeda. La palabra se puede utilizar en una serie de contextos, para modelos que tienen poco en común. El adjetivo vermiculado se utiliza mucho más frecuentemente que el sustantivo.

## Historia
La vermiculación se produce con frecuencia en la naturaleza en patrones en una amplia variedad de especies, por ejemplo en las plumas de ciertas aves, lo que les proporciona una ventaja para su camuflaje o como motivo decorativo. Varias especies llevan el nombre de este rasgo, con el latín vermicularis o el español vermiculado.
También aparece en arquitectura como una forma de hacerla parecer rústica donde la piedra es cortada con un motivo de líneas errantes. En trabajo sobre metales, la vermiculación se utiliza para formar un tipo de fondo que se puede encontrar en los esmaltes de Limoges, especialmente en la decoración de arquetas relicario. En este caso en particular, el término es utilizado para lo que, de hecho, es un patrón denso de ornamentación regular que utiliza formas vegetales y zarcillos.
En los mosaicos de la Antigua Roma, la técnica del opus vermiculatum era la más detallista, y las teselas utilizadas son descritas, a veces, como 'vermiculadas'.

## Especies denominadas 'vermiculadas'
Varias especies de búhos son denominadas vermiculadas por sus parecido con la vermiculación
- Búho vermiculado pescador (Scotopelia bouvieri)
- Búho vermiculado (Bubo cinerascens)
- Autillo vermiculado (Megascops guatemalae)

Peces y anfibios
- Pez loro vermiculado (Scarus frenatus)
- Sigano vermiculado (Siganus vermiculatus)
- Rana árbol vermiculada (Leptopelis vermiculatus)

## Especiesvermicularis
Algunas especies tienen patrones que parecen pequeños gusanos, otras, en realidad, son pequeños gusanos. 
- Enterobius vermicularis u oxiuro, pequeño nematodo parásito del hombre.
- Medicago vermicularis, especie botánica leguminosa.
- Ophiobatrachus vermicularis, especie de salamandra.
- Takifugu vermicularis, especie de peces.